# Ceraphron rhopalatos
Ceraphron rhopalatos är en stekelart som beskrevs av Paul Dessart 1975. Ceraphron rhopalatos ingår i släktet Ceraphron och familjen pysslingsteklar. Inga underarter finns listade i Catalogue of Life.